# Siegfried Echterhoff

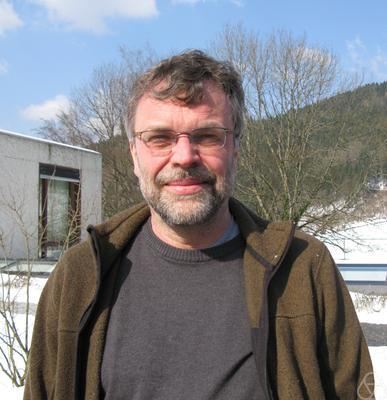
Siegfried Echterhoff

Siegfried Echterhoff (* 1960 in Neuenkirchen) ist ein deutscher Mathematiker. Er ist seit 1999 Professor an der Westfälischen Wilhelms-Universität in Münster.

## Leben
Nach dem Abitur im Jahr 1979 absolvierte er zunächst eine Ausbildung zum Kfz-Mechaniker, bevor er 1981 das Studium in den Fächern Mathematik und Maschinenbau an der Universität Paderborn begann. Hier promovierte er 1990 im Bereich der Darstellungstheorie lokalkompakter Gruppen bei Eberhard Kaniuth (Zur Topologie auf dualen Räumen Kovarianter Systeme). Anschließend verbrachte Echterhoff einen einjährigen Forschungsaufenthalt an der University of Maryland in College Park, USA. Im Jahr 1994 erfolgte seine Habilitation im Fach Mathematik der Universität Paderborn und seit Oktober 1999 ist er Professor für nichtkommutative Geometrie an der Westfälischen Wilhelms-Universität in Münster.
Echterhoffs Arbeiten befassen sich unter anderem mit der Darstellungstheorie von Gruppen und C*-dynamischen Systemen, mit der nichtkommutativen Dualitätstheorie von verschränkten Produkten und, vor allem in jüngerer Zeit, mit der Baum-Connes-Vermutung zur K-Theorie von Gruppen-C*-Algebren.

## Schriften
- mit S. Kaliszewski, J. Quigg, I. Raeburn: A categorical approach to imprimitivity theorems for {\displaystyle C^{*}}-dynamical systems. Mem. Amer. Math. Soc. 180 (2006), no. 850, viii+169 pp.